# 服部宇之吉

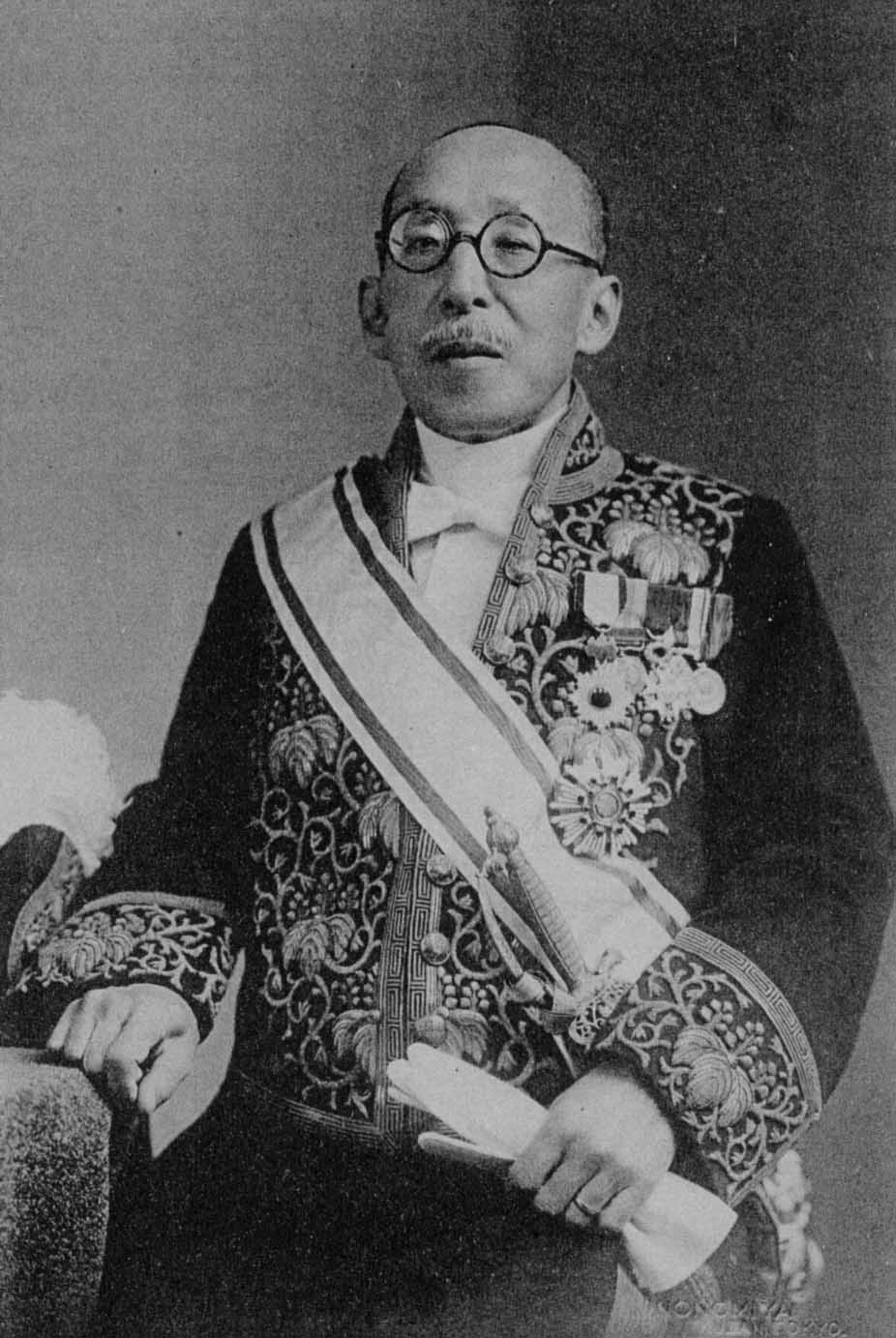
服部宇之吉

服部宇之吉（日语：／ Hattori Unokichi，1867年6月2日—1939年7月11日），福島縣人，日本中國學者、近代中國哲學研究的開拓者之一。東京帝國大學文科哲學科畢業。歷任東京帝國大學教授、哈佛大學教授、東方文化學院院長。日本帝國學士院會員、大清國宣統元年（1909年）賞給文科進士。

## 生平
1867年6月2日（舊曆4月30日），生於奧州二本松（福島縣二本松市）。父名服部藤八。宇之吉排行第三。生後一年多，兩親亡故，被叔父喜平收取為嗣。1873年，養父在舊二本松藩丹羽長國的家中任職，一家到東京，住六本木的藩邸。宇之吉進岡壽考塾學習。1876年麻布小學開設，進該校就學。1881年進共立學校學習。該校在東京神田淡路町，後為開成中學。1883年進入大學預備門學習。在學中，大學預備門改組成第一高等學校。1887年進入東京帝國大學文科大學哲學科。那一年進文科大學者，僅10人。1890年從該校畢業。同年10人中只有5人畢業。在學中，受校長外山正一和島田重禮的影響最大，後來，成為島田重禮的女婿。服部和白鳥庫吉同期畢業。8月，由外山正一推薦，迸文部省專門學務兼總務局工作。1891年，由該局局長濱尾新媒介，和島田重禮的季女繁子結婚。9月，為第三高等中學校的教授，赴京都就任。
1892年，所著《倫理學》一書刊行（富山房）。
1894年，該校廢止，回到東京，任高等師範學校教授，協助校長嘉納治五郎，奠定了該校擴建的基礎。
1897年10月，濱尾新就任文部大臣，服部為其秘書兼文部省參事。1898年1月，濱尾新辭去文部大臣職位，服部仍然留在文部省，為視學官兼參事，並擔任大臣西園寺公望的秘書。5月，帝國大學總長外山正一任文部大臣，重新再當其秘書兼文部省參事。
1899年5月，兼為帝國大學文科大學的助教授。9月，在東京帝國大學專任助教授。為研究漢學，被指命前往中國和德國留學，為期4年。從此改變了前後9年的教育行政官的生活。這一年發表《倫理學》。
1900年6月，在北京遇義和團事件，9個星期處於被包圍的北京，同在者有古城貞吉、狩野直喜等。後來，出版了以此為內容的《北京籠城日記》，名聲漸起。9月，受文部省指令一時回國，再次命其前往德國留學，內容是漢學教學法和研究法。12月，出發。經印度洋，到法國的馬賽登陸。
1901年2月，到達留學地萊比錫。後移往柏林大學。在留學中，和萊比錫大學的孔拉迪、柏林大學的顧魯伯（W. Grube）交往，並聽他們的講課（見《服部宇之吉古稀祝賀紀念論文集》前「自序」）。這也可見日本漢學和德國漢學聯繫的一個管道。
1902年1月普魯士政府授其國際勳章。3月俄國皇帝授其寶劍和勳章。6月，接文部大臣電訓，退學，經美國回國。7月，尚在途中，被任命為東京帝國大學教授，授予博士學位。8月回到東京。應當時清朝政府之聘，作為中國開始創辦的新型大學——北京大學師範館的主任教習，8月，前往北京赴任。10月，和清朝管學大臣簽訂契約，為北京大學正教習（直到1909年）。
1905年，專著《清國通考》1、2卷出版（三省堂）。
1907年12月，被授予日本的瑞寶章，敘勛五等。1908年5月，清朝皇帝授予其雙龍二等第二寶星。12月，所著《北京志》刊行。
1909年1月，和日本方面的教習一起全部回國。2月為東京帝國大學文科大學教授。擔任中國哲學、史學、文學的第三講座。10月，清朝授予他文科進士。
1910年，是年，致力於漢學研究。編《漢文大系》22卷，由「富山房」出版，是為當時最受注目的漢學叢書。1911年4月，為日本國語調查委員會的委員。發表著名的論文《井田私考》（《漢學》雜誌），對《孟子》以來的井田說，提出了新的見解。1912年，發表《支那古禮和現代風俗》（《東亞研究》）。
1913年7月，為教員檢定委員會的委員。發表《宗法考》（《東洋學報》）。這些論文受到各方面的重視。
1915年8月，為美國哈佛大學的講座教授，為期約一年，講授中國哲學。1916年6月回國。是年，《東洋倫理要綱》、《支那研究》刊行。
1917年1月，給天皇「進講」《漢書》。此後，到1922年為止，先後「進講」過六回。2月，為教科書圖書調查委員會的主任委員。6月，為帝國學士院會員，東京帝國大學圖書館商議委員長。《孔子和孔子教》刊行。
1918年為東京帝國大學中國哲學、史學、文學的第二講座教授。《儒教和現代思潮》刊行。
1919年為東京帝國大學評議員。1920年3月，為東京帝國大學中國哲學、史學、文學的第一講座教授。為出席第二屆萬國學士院會議，出發前往歐洲。同行者還有織田萬。
1921年9月任東宮教職，每周一回，給皇太子講授漢文。
1923年11月為朝鮮日治時期京城帝國大學創設委員會委員。12月，對支（中國）文化事業調查會委員。
1924年3月，受外務省委託，從事對中國的文化事業，參與北京圖書館和人文科學研究所的設立準備工作，又在中國各地講演等。9月，為東京帝國大學文學部長。
1925年10月，受外務省委託，出席在北京召開的東方文化事業總委員會。為人文科學研究所的副總裁。當時的總裁為柯劭忞，副會長為王樹枬。
1926年4月，兼朝鮮京城大學總長。12月辭去東宮教職。是年，《支那的國民性和思想》出版。
1927年10月前往中國出差。《孔夫子的話》刊行。
1928年3月，東京帝國大學定年退職。為東京帝國大學名譽教授。參與編纂《東京帝國大學五十年史》。11月，敘勛一等。
1929年2月，就任國學院大學長。1933年4月，和同志者設立東方文化學院，為理事長及東京研究所長。1930年，出版《增訂支那哲學史講話》。1932年《東洋倫理學史》刊行(甲子社)。1932年《佚書目錄》刊行。
1934年10月受外務省委託，參與「滿日文化協會」的設立，出席在中國東北召開的會議，為評議員、理事。（當時日本方面的人選有布村瓚太郎、關野貞、伊東忠太、白鳥庫吉、池內宏、原田淑人、溝口貞次郎、服部宇之吉、濱田耕作、狩野直喜、內藤湖南、羽田亨等。滿洲國的鄭孝胥為「會長」。）
1935年4月，東京湯島聖堂再建竣工，召開儒道大會。此處在1923年因關東大地震燒毀，當時，以斯文會為中心成立了聖堂復興期成會，進行再建。1937年，出版《儒學要典》。
1939年7月11日，死去。

## 纪念
1966年，在他100年誕辰時，日本學術界在東京舉行了祭祀儀式，並建立了墓碑。至今仍存。

## 主要著作
- 《北京籠城日記》(博文館，1900年。後附有《回顧錄》等，於1926年、1939年先後再刊，俱為非賣品)
- 《清國通考》1、2卷，三省堂，1905年)
- 《東洋倫理要綱》(京文社，1916年。改定版，1926年。又，同文書院，1939年)
- 《支那研究》(京文社，1916年。增定版，1926年)
- 《孔子和孔子教》(京文社，1916年。改定版，1926年)
- 《儒教和現代思潮》(明治出版社，1918年)
- 《支那的國民性和思想》(京文社，1926年)
- 《佚書目錄》(1933年)
- 《孔子教大義》(富山房，1939年)
- 《儒教倫理概論》(富山房，1941年)
- 《儀禮鄭注補正》(未完。部分收入《支那學研究》)
- 《目錄學概論》(收入慶應義塾望月基金支那研究會編《支那研究》)。